# CMK细胞
CMK细胞（CMK cells）是的一種來源於一位10个月大的患唐氏综合症男孩的巨核细胞永生細胞系，核型分析显示接近四倍体，用于多种科学研究。